# Saint-Seine-en-Bâche
Pour les articles homonymes, voir Saint-Seine (homonymie).
Saint-Seine-en-Bâche est une commune française située dans le canton de Brazey-en-Plaine du département de la Côte-d'Or en région Bourgogne-Franche-Comté.

## Géographie
Sur le territoire de la commune se trouve l'intersection des autoroutes A36 et A39. Elle administre en sus, le hameau de Saint-François, situé à 3 kilomètres au sud.

### Climat
Pour des articles plus généraux, voir Climat de la Bourgogne-Franche-Comté et Climat de la Côte-d'Or.
En 2010, le climat de la commune est de type climat des marges montargnardes, selon une étude du Centre national de la recherche scientifique s'appuyant sur une série de données couvrant la période 1971-2000. En 2020, Météo-France publie une typologie des climats de la France métropolitaine dans laquelle la commune est exposée à un climat semi-continental et est dans la région climatique  Bourgogne, vallée de la Saône, caractérisée par un bon ensoleillement (1 900 h/an), un été chaud (18,5 °C), un air sec au printemps et en été et des vents faibles. 
Pour la période 1971-2000, la température annuelle moyenne est de 10,5 °C, avec une amplitude thermique annuelle de 17,4 °C. Le cumul annuel moyen de précipitations est de 910 mm, avec 11,5 jours de précipitations en janvier et 8,1 jours en juillet. Pour la période 1991-2020, la température moyenne annuelle observée sur la station météorologique de Météo-France la plus proche, « Tavaux Sa », sur la commune de Tavaux à 9 km à vol d'oiseau, est de 11,7 °C et le cumul annuel moyen de précipitations est de 868,7 mm,. Pour l'avenir, les paramètres climatiques de la commune estimés pour 2050 selon différents scénarios d'émission de gaz à effet de serre sont consultables sur un site dédié publié par Météo-France en novembre 2022.

## Urbanisme

### Typologie
Au 1er janvier 2024, Saint-Seine-en-Bâche est catégorisée commune rurale à habitat dispersé, selon la nouvelle grille communale de densité à 7 niveaux définie par l'Insee en 2022.
Elle est située hors unité urbaine. Par ailleurs la commune fait partie de l'aire d'attraction de Dole, dont elle est une commune de la couronne,. Cette aire, qui regroupe 87 communes, est catégorisée dans les aires de 50 000 à moins de 200 000 habitants,.

### Occupation des sols
L'occupation des sols de la commune, telle qu'elle ressort de la base de données européenne d’occupation biophysique des sols Corine Land Cover (CLC), est marquée par l'importance des territoires agricoles (70,1 % en 2018), en diminution par rapport à 1990 (71,8 %). La répartition détaillée en 2018 est la suivante : 
terres arables (40,3 %), prairies (29,8 %), forêts (20,8 %), zones urbanisées (5,2 %), zones industrielles ou commerciales et réseaux de communication (2,1 %), eaux continentales (1,9 %). L'évolution de l’occupation des sols de la commune et de ses infrastructures peut être observée sur les différentes représentations cartographiques du territoire : la carte de Cassini (XVIIIe siècle), la carte d'état-major (1820-1866) et les cartes ou photos aériennes de l'IGN pour la période actuelle (1950 à aujourd'hui).

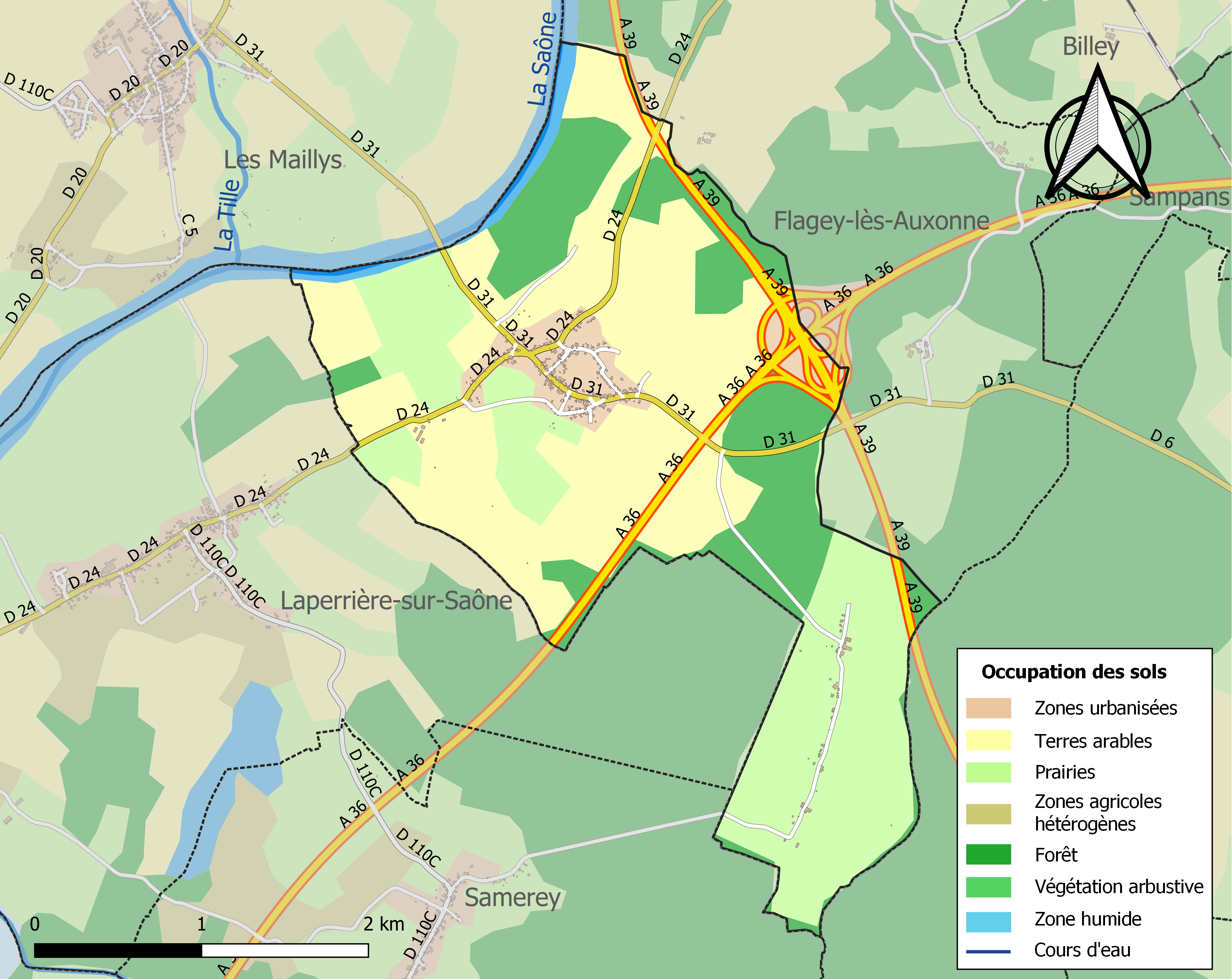
Carte des infrastructures et de l'occupation des sols de la commune en 2018 (CLC).

## Histoire

### Origines, toponymie et étymologie
Le village doit son nom à saint Seine (sanctus Sequanus), ermite puis abbé du VIe siècle établi en Bourgogne, et à Baascha ou Bauscha, mot d'origine gauloise signifiant « bois ».
Les plus anciens documents connus mentionnant le village sont une chronique de l'abbaye de Bèze (XIe siècle) et un cartulaire cistercien (XIIIe siècle).
La chronique relate qu'au XIe siècle le chevalier Geoffroi de Beaumont fait don de cette métairie boisée à l'abbaye de Bèze qui, confirmée dans ses droits par Marteau III, seigneur des Maillys, en fait un hospice puis un prieuré.

### Moyen Âge et Ancien Régime
En 1267, le duc de Bourgogne Hugues IV, échange avec le seigneur de Pagny, Hugues d’Antigny, plusieurs petites seigneuries contre Laperrière-sur-Saône, Samerey, Saint-Seine-en-Bâche, ainsi que des terres à Échenon et à Foucherans, pour créer une châtellenie tampon de Laperrière entre le duché et le comté de Bourgogne, qui est élargie en 1272 à Saint-Symphorien-sur-Saône, Les Maillys et Franxault, avant d'être érigée en marquisat au début du XVIe siècle.

Saint-Seine-en-Bâche est ainsi administrée par les agents des seigneurs de Laperrière, jusqu'à ce que son propriétaire Edme-Claude Lamy, le fils du marquis, très endetté, vende le village pour 2000 livres, en complément de ses remboursements, à son créancier Nittier Joseph Badouillet, directeur des Salines de Comté.
  
La desserte religieuse de Saint-Seine-en-Bâche est effectuée par le curé de Laperrière, jusqu'en 1766, date à laquelle le village devient une paroisse distincte.

### Révolution à fin du Second Empire (1789-1870)
Lors de la Révolution, le châtelain, parce que bourgeois, conserve ses biens. Néanmoins, la municipalité lui demande d'ôter un chiffre qui se trouve à l'entrée de sa demeure, qu'elle assimile à un blason.  

En 1791, une maison curiale et rectoriale est construite pour le curé du village.

À partir de 1792, les républicains, par souci de suppression des références religieuses et d'Ancien Régime, renomment Saint-Seine-en-Bâche, Beau-Séjour.

En 1800, Napoléon Bonaparte rattache la commune au canton de Belle-Défense (Saint-Jean-de-Losne), et à l'arrondissement de Beaune; puis rend son nom initial au village, en 1813.

À la suite de défaite des troupes françaises à Waterloo, en 1815, la France, occupée par la Coalition jusqu'en 1818, est sommée de payer 700 millions de francs de réparations de guerre, à quoi Saint-Seine-en-Bâche contribue à hauteur de 2144 francs.

Vers 1825, le château entre en possession d'Augustin Piramont de Candolle, professeur à Genève, puis de M. de Magnoncourt, député du Doubs, dans les années 1830.

En 1843, la municipalité interdit la mendicité, devenu trop voyante.

Entre 1846 et 1848, les conservateurs font la "chasse aux socialistes" : l'instituteur, l'adjoint au maire, le garde forestier sont inquiétés.
 
Le château est racheté par la famille Lamy, et Louis-Napoléon Bonaparte reçoit presque l'unanimité des voix du village, lors de l'élection présidentielle. De même, il recueille 85 des 116 votes exprimés lors du plébiscite de 1851, et les candidats bonapartistes remportent toutes les élections jusqu'en 1865.

En 1865, la commune finance l'achat d'une pompe à incendie, et la construction de la nouvelle mairie-école, l'année suivante.
En 1869, l'étang est asséché, pour des raisons de santé publique.

Lors de la défaite française de 1870, la commune contribue, à hauteur de 8000 francs, à la réparation de guerre payée par la France, à l'occupant prussien.

### Troisième République (1870-1940)
En 1874, une fromagerie est créée.

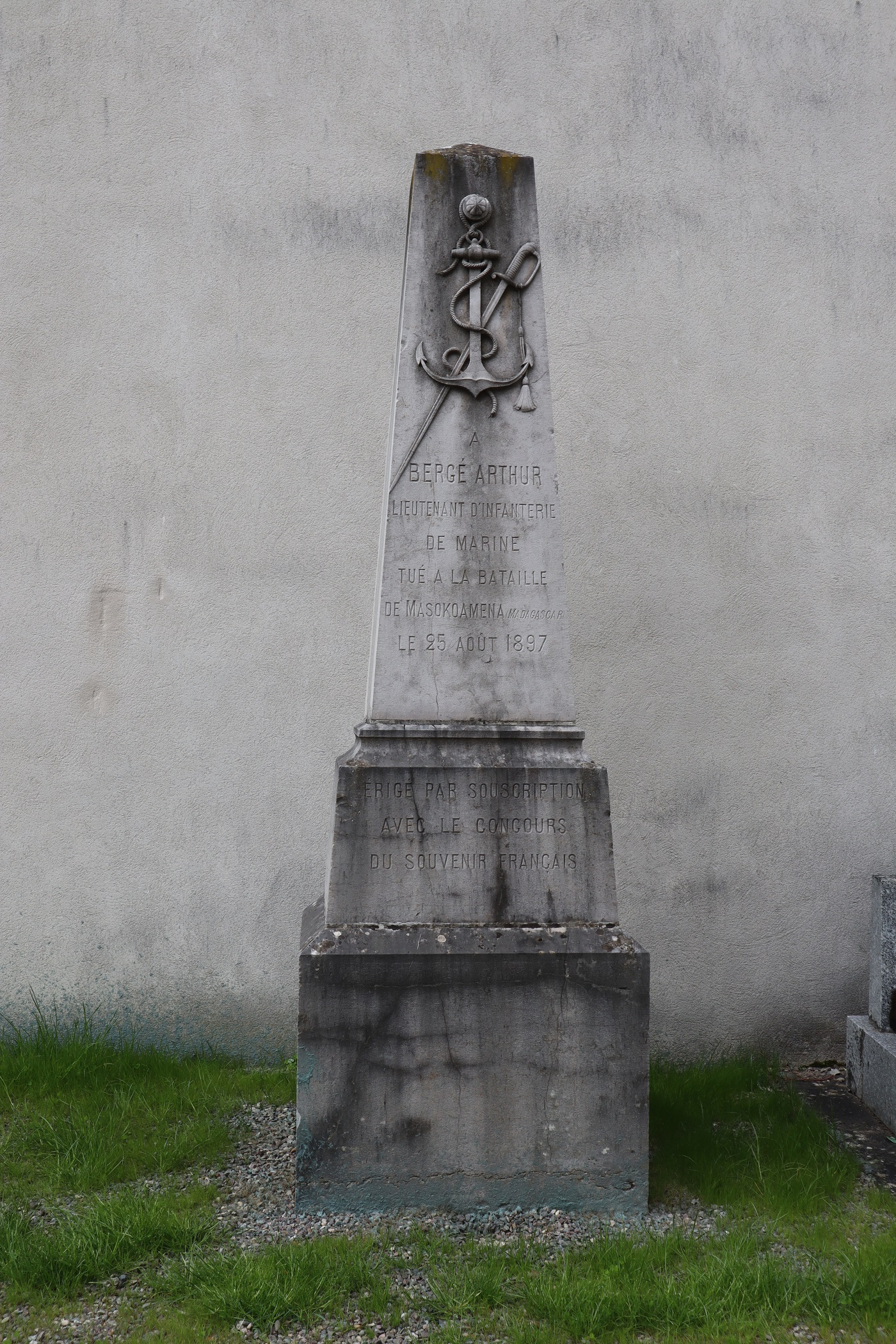
Monument à la mémoire d'Arthur Bergé.

En 1888, une bascule est construite au cœur du village.

En 1901, le premier arrêt de bus, de la ligne Auxonne-Saint-Jean-de-Losne, est construit.

En 1903, la commune fait ériger un monument à la mémoire du lieutenant Bergé, tué en 1897 à Madagascar, inauguré par le sénateur Ricard.

En 1904, le sénateur Magnin inaugure le pont reliant Saint-Seine-en-Bâche aux Maillys.

Entre 1906 et 1908, la commune fait installer des câbles téléphoniques. Le village compte 7 téléphones jusqu'en 1974.

En 1912, une intense dératisation est effectuée dans les champs du village, qui subissent les ravages des rongeurs.

En 1914, le radical Camuset, candidat à la députation, reçoit le soutien de Saint-Seine-en-Bâche. Cette même année, la commune entame les travaux d'électrification, vite interrompus par la guerre, mais repris dès 1919.
 
En 1919, le village compte 13 "enfants" mort pour la Patrie, et le maire Petet, refuse d'organiser des réjouissances pour fêter le retour de la paix, qu'il trouve indécentes.

En 1938, un terrain de sport est aménagé à la sortie du village.

Après la défaite française de 1940, les Allemands investissent la mairie, jusqu'à ce que le village soit libéré par les troupes débarquées en Provence.

### Depuis 1945
Dans les années 1960, l'eau fait son entrée dans les foyers, et le château d'eau, entre Saint-Seine-en-Bâche et Laperrière-sur-Saône, est construit.

## Politique et administration
| Période                                  | Période  | Identité               | Étiquette | Qualité     |
| ---------------------------------------- | -------- | ---------------------- | --------- | ----------- |
| 1800                                     | 1813     | M. Joseph Nicolas      |           |             |
| 1813                                     | 1820     | M. François Drouelle   |           |             |
| 1821                                     | 1827     | M. Joseph Nicolas      |           |             |
| 1827                                     | 1834     | M. Pierre Millon       |           |             |
| 1834                                     | 1839     | M. Jean Seguin         |           |             |
| 1839                                     | 1844     | M. François Petet      |           |             |
| 1844                                     | 1848     | M. Claude Mercerey     |           |             |
| 1848                                     | 1850     | M. François Revy       |           |             |
| 1850                                     | 1865     | M. François Gueritée   |           |             |
| 1865                                     | 1870     | M. Pierre Millon       |           |             |
| 1871                                     | 1878     | M. Pierre Gueritée     |           |             |
| 1878                                     | 1886     | M. Jean Souverain      |           |             |
| 1886                                     | 1898     | M. François Mitaine    |           |             |
| 1899                                     | 1904     | M. Bertaux Bergé       |           |             |
| 1904                                     | 1919     | M. Arthur Petet        |           |             |
| 1919                                     | 1929     | M. Valentin Robardet   |           |             |
| 1929                                     | 1935     | M. Paul Cêtre          |           |             |
| 1935                                     | 1945     | M. Jules Gueritée      |           |             |
| 1945                                     | 1947     | M. Aristide Griffonnet |           |             |
| 1947                                     | 1956     | M. Camille Marcaire    |           |             |
| 1956                                     | 1965     | M. René Sirjean        |           |             |
| 1965                                     |          | M. Alfred Creuse       |           |             |
| mars 2001                                | 2014     | M. Philippe Boilley    |           |             |
| mars 2014                                | En cours | M. Christophe Erhard   |           | Agriculteur |
| Les données manquantes sont à compléter. |          |                        |           |             |

## Démographie
L'évolution du nombre d'habitants est connue à travers les recensements de la population effectués dans la commune depuis 1793. Pour les communes de moins de 10 000 habitants, une enquête de recensement portant sur toute la population est réalisée tous les cinq ans, les populations de référence des années intermédiaires étant quant à elles estimées par interpolation ou extrapolation. Pour la commune, le premier recensement exhaustif entrant dans le cadre du nouveau dispositif a été réalisé en 2005.

En 2022, la commune comptait 407 habitants, en évolution de +2,52 % par rapport à 2016 (Côte-d'Or : +0,82 %, France hors Mayotte : +2,11 %).
| 1793 | 1800 | 1806 | 1821 | 1836 | 1841 | 1846 | 1851 | 1856 |
| ---- | ---- | ---- | ---- | ---- | ---- | ---- | ---- | ---- |
| 355  | 426  | 394  | 424  | 438  | 483  | 449  | 419  | 426  |

| 1861 | 1866 | 1872 | 1876 | 1881 | 1886 | 1891 | 1896 | 1901 |
| ---- | ---- | ---- | ---- | ---- | ---- | ---- | ---- | ---- |
| 393  | 422  | 412  | 378  | 361  | 362  | 345  | 344  | 363  |

| 1906 | 1911 | 1921 | 1926 | 1931 | 1936 | 1946 | 1954 | 1962 |
| ---- | ---- | ---- | ---- | ---- | ---- | ---- | ---- | ---- |
| 292  | 268  | 229  | 224  | 223  | 196  | 231  | 200  | 200  |

| 1968 | 1975 | 1982 | 1990 | 1999 | 2005 | 2006 | 2010 | 2015 |
| ---- | ---- | ---- | ---- | ---- | ---- | ---- | ---- | ---- |
| 202  | 167  | 171  | 186  | 232  | 269  | 267  | 287  | 382  |

| 2020 | 2022 | - | - | - | - | - | - | - |
| ---- | ---- | - | - | - | - | - | - | - |
| 395  | 407  | - | - | - | - | - | - | - |

## Lieux et monuments
- substructions de l'ancien prieuré (meix chaumelle, meix des « Poils Rouges », Pré Martenot).
- église Saint-Janvier (sarcophages sous le clocher).
- château (maison bourgeoise privée).
- monument aux morts.

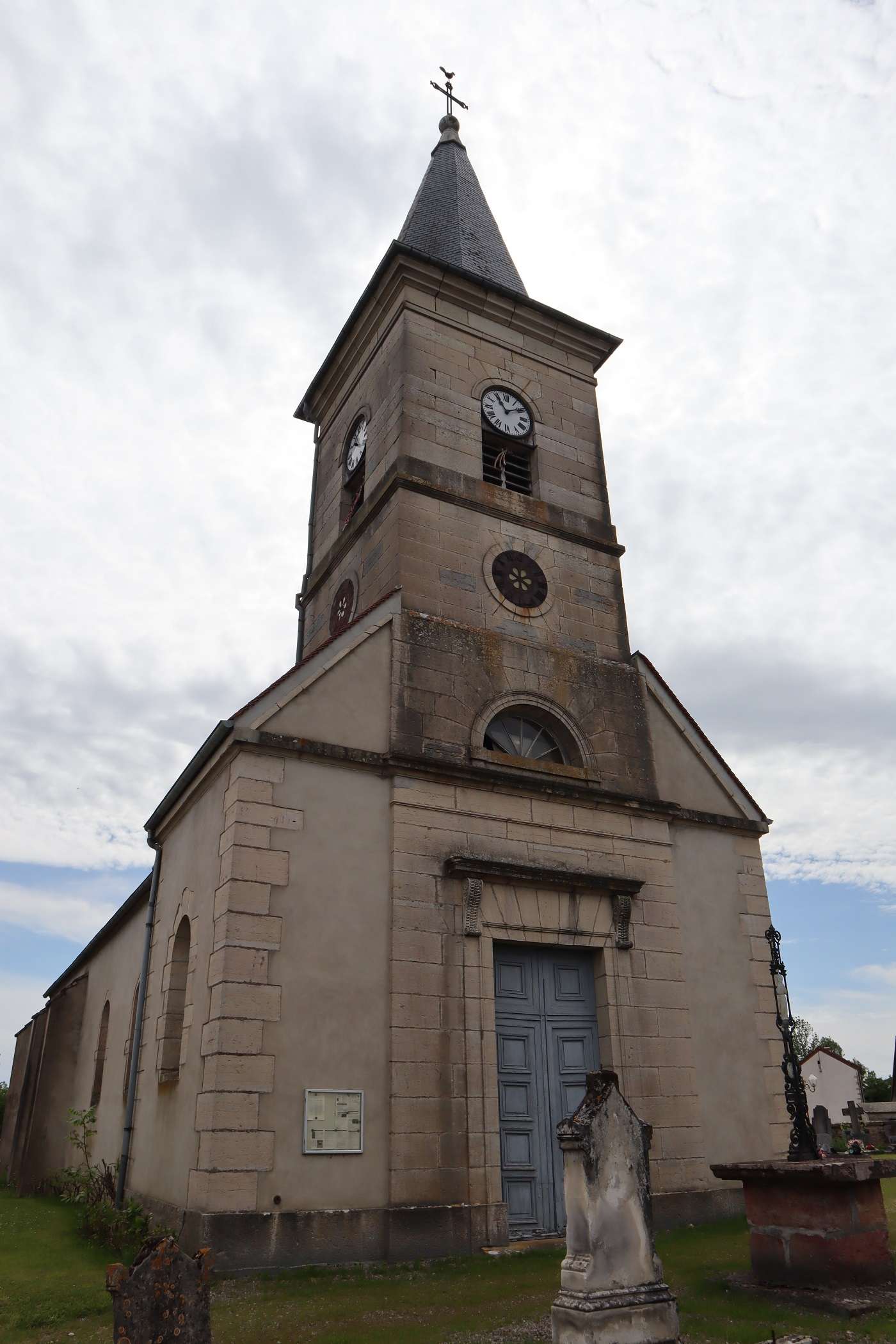
Église paroissiale.
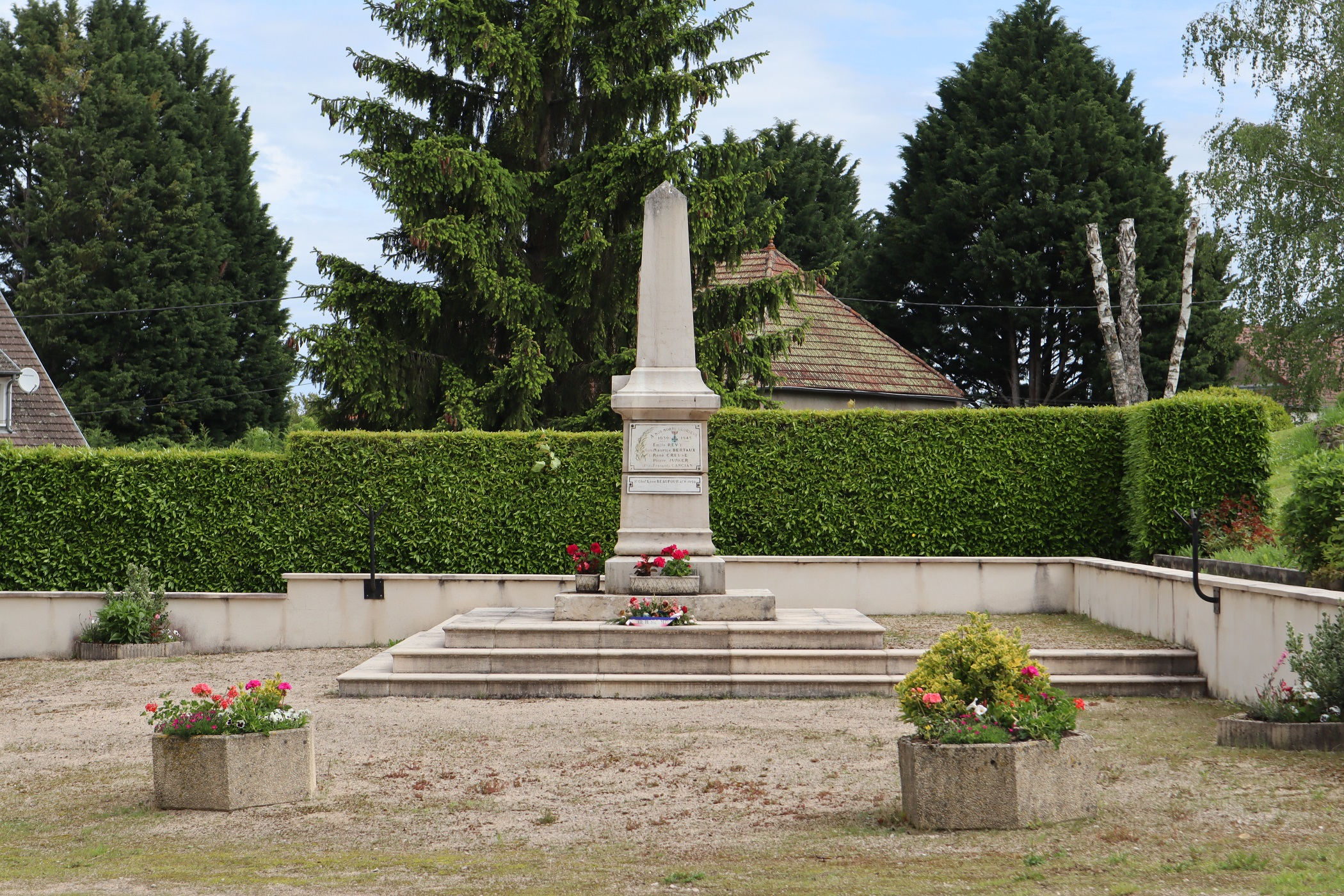
Monument aux morts.